# Angélique Schmeinck
Angélique Schmeinck (Huissen, 4 juni 1964) is een Nederlands kok. In 2010 is zij een van de twee vrouwelijke meesterkoks van Nederland. In 1999 behaalde zij deze titel. Zij is daarmee, naast Margo Reuten van restaurant Da Vinci in Maasbracht, een van de twee vrouwelijke koks in Nederland met deze erkenning. In 1998 is Angélique gekozen tot Lady-Chef of the Year.

## Beknopte biografie
Schmeinck is geboren en getogen in het Gelderse Huissen. Ze werd door haar vader gestimuleerd om kok te worden. Hij gaf haar altijd de knipsels van culinaire artikelen en recepten uit Elsevier. Van 1988 tot 2000 werkte zij voor restaurant De Kromme Dissel in Heelsum. In 1993 laste zij een tussenjaar in om in Frankrijk en Zwitserland te werken bij een aantal wereldberoemde restaurants. In 1994 kwam zij terug bij De Kromme Dissel, nu echter als chef-kok. Zes jaar lang bewaakte zij de Michelinster die het restaurant sinds 1971 heeft. Haar ervaringen in Frankrijk bij beroemde chefs als Michel Guérard in Eugénie Les Bains***, Troisgros in Roanne***, Stéphane Raimbault (L’Oasis in Mandelieu-La Napoule**) en sterrenrestaurant Stucki in Basel, speelden een grote rol in haar ontwikkeling. 
In 2000 begon zij voor zichzelf met haar bedrijf Taste to Taste. Een onderdeel van dit bedrijf is het op professionele wijze op gang helpen van 'vastgelopen' keukens van diverse restaurants.

#### Tv-kok
Van 2003 tot 2006 was Angélique te zien in het RTL-4 programma Aperitivo en werd ze bekend als tv-kok. Vanaf oktober 2011 is zij vaste tv-chef op het digitale themakanaal 24Kitchen. En presenteerde zij onder meer de programma's The Taste of Cooking (2011-2012), Impress your Friends (2013-2014), Hollandse Keukenmeesters (2015), Culi-college (2016). Voor de publieke omroep (EO) verzorgde zij in 2013 en 2014 culinaire items in het programma Melk & Honing.

#### Luchtballon
In 2003 startte ze het concept CuliAir, waarbij zij een heteluchtballon gebruikt als oven om een diner te bereiden. CuliAir is het enige restaurant ter wereld dat gebruikmaakt van een speciaal katrollensysteem om in de warmte van de luchtballon te koken. De ballonmand is ingericht als restaurant waar twaalf gasten kunnen eten. Haar ballonnen gaan zo'n zestig keer per jaar de lucht in. 

## Boeken
- Le Grand Dessert (1988)
- Het Chocoladeboek (1993, 1995)
- Een Mond vol Kunst (2001) toont inspiraties en raakvlakken tussen kunst en koken. Ze won er tijdens de Gourmand World Cookbook Awards de prijs Best Cookbook of the World 2002 in de categorie innovatie mee.
- Swingen in de Keuken (2005)
- Smaakvrienden Groenten (2010)
- Smaakvrienden Fruit (2012)
- Impress your Friends (2014)
- Het Nieuwe Proefboek (2015), samen met Peter Klosse